# Ministère fédéral de l'Intérieur (Allemagne)
Pour les articles homonymes, voir BMI et Ministère de l'Intérieur.
Le ministère fédéral de l'Intérieur (en allemand : Bundesministerium des Innern, en forme courte BMI) est le département ministériel du gouvernement fédéral responsable de la sécurité intérieure, de l'administration publique, des technologies de l'information, des sports, des cultes, de l'intégration, des minorités, du logement, de l'aménagement du territoire et de la démographie en Allemagne.
Le ministre fédéral de l'Intérieur est Alexander Dobrindt (CSU) depuis le 6 mai 2025.

## Fonctions
Le ministère est une administration fédérale suprême (en allemand : oberste Bundesbehörde).

### Missions
Il est responsable : 
- de la sécurité intérieure : lutte contre la criminalité, protection des frontières, protection civile et protection de l'ordre constitutionnel) ;
- des documents d'identité et de l'état civil ;
- de la fonction et l'administration publiques ;
- des statistiques ;
- des technologies et de la sécurité de l'information ;
- des cultes et communautés religieuses ;
- de l'immigration, l'intégration et des minorités nationales : étrangers, réfugiés, demandeurs d'asile, personnes déplacées et rapatriés) ;
- des sports ;
- de la formation politique ;
- des travaux publics et du logement ;
- et de la patrie : cohésion sociale, démographie et aménagement du territoire.

### Organisation

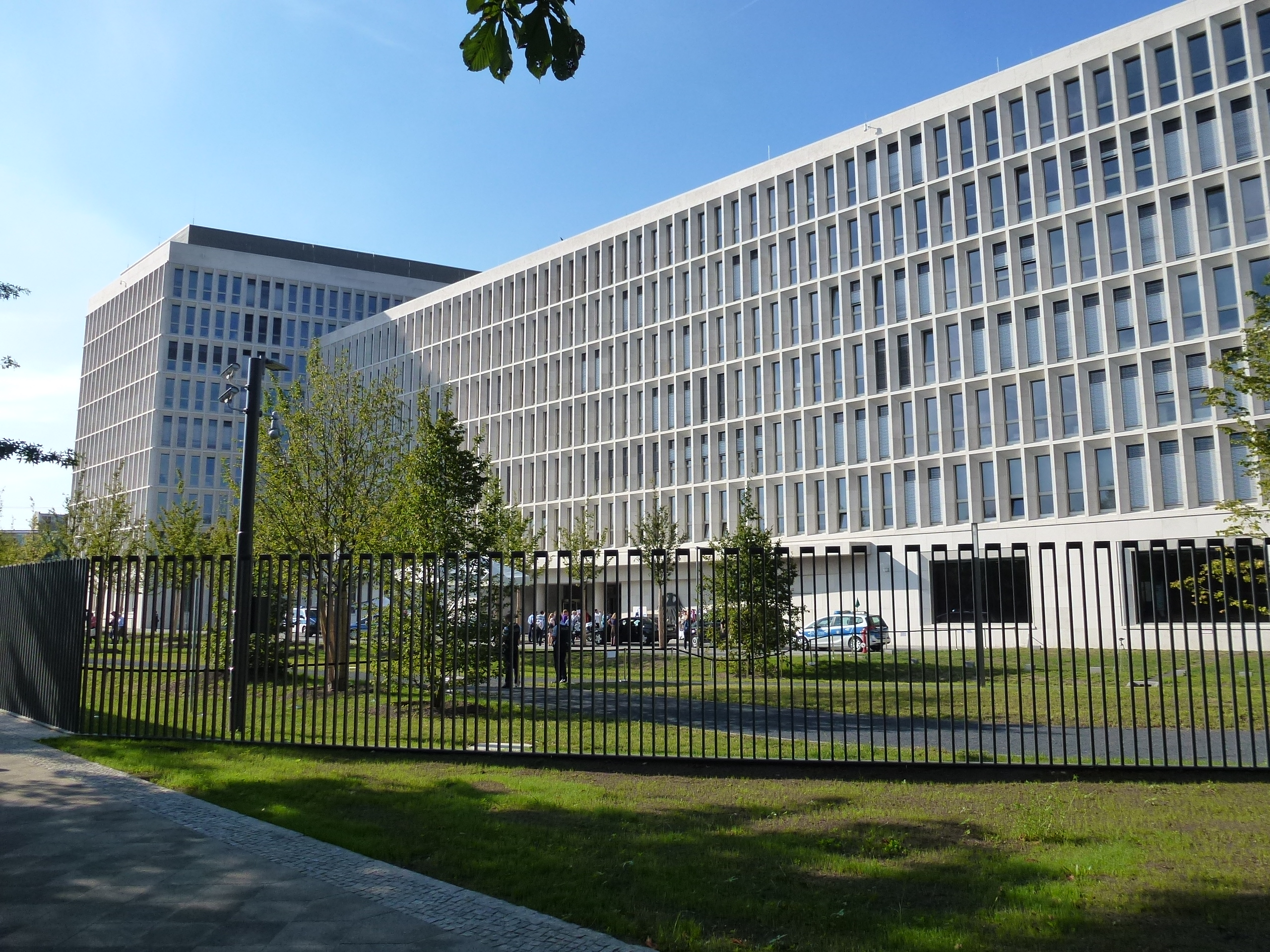
Siège central du ministère, à Berlin-Moabit.

Il s'organise de la façon suivante :
- Secrétariat d'État administratif
  - Département Z : département central ;
  - Département ÖS : sécurité publique ;
  - Département B : Police fédérale ;
  - Groupe UE : coordination européenne et présidence du Conseil de l'Union européenne ;
- Secrétariat d'État administratif
  - Département DG : société numérique, administration numérique, technologies de l'information ;
  - Département CI : sécurité informatique et cybernétique ;
  - Groupe IT : consolidation des technologies de l'information au niveau fédéral ;
- Secrétariat d'État administratif
  - Groupe SW : développement urbain, logement, droit de la construction public ;
  - Groupe BW : secteur du bâtiment et travaux publics, et bâtiments fédéraux ;
- Secrétariat d'État administratif
  - Département H : patrie ;
  - Département SP : sports ;
  - Département G : planification ;
- Secrétariat d'État administratif
  - Département M : migrations, réfugiés, politique de retour ;
  - Département KM : gestion de crise et protection civile ;
  - Département V : droit public, droit constitutionnel, droit administratif ;
  - Département D : fonction publique.

## Histoire
L’office impérial de l’Intérieur (Reichsamt des Innern) prend son autonomie de la chancellerie impériale le 24 décembre 1879. Il est dirigé par un secrétaire d’État (Staatssekretär), qui est également de vice-chancelier entre 1881 et 1919.
Après la fin de l'Empire et la proclamation de la république, il devient le ministère du Reich à l'Intérieur (Reichsministerium des Innern ou Reichsinnenministerium) le 13 février 1919. Il est officiellement dissous le 23 mai 1945, deux semaines après la chute du nazisme.
Le ministère fédéral de l'Intérieur est établi le 20 septembre 1949, lors de la formation du premier gouvernement de la République fédérale d'Allemagne (RFA), suivant les recommandations émises le 30 juillet par la conférence des ministres-présidents (MPK).
À l'occasion de la réunification allemande, le BMI absorbe le ministère de l'Intérieur de la République démocratique allemande (RDA).

### Ministres
| Nom                                               | Nom                      | Dates du mandat | Dates du mandat | Parti | Gouvernement              |
| ------------------------------------------------- | ------------------------ | --------------- | --------------- | ----- | ------------------------- |
|                                                   | Gustav Heinemann         | 20/09/1949      | 11/10/1950      | CDU   | Adenauer I                |
|                                                   | Robert Lehr              | 11/10/1950      | 20/10/1953      | CDU   | Adenauer I                |
|                                                   | Gerhard Schröder         | 20/10/1953      | 13/11/1961      | CDU   | Adenauer II et III        |
|                                                   | Hermann Höcherl          | 14/11/1961      | 25/10/1965      | CSU   | Adenauer IV et V Erhard I |
|                                                   | Paul Lücke               | 26/10/1965      | 02/04/1968      | CDU   | Erhard II Kiesinger       |
|                                                   | Ernst Benda              | 02/04/1968      | 21/10/1969      | CDU   | Kiesinger                 |
|                                                   | Hans-Dietrich Genscher   | 22/10/1969      | 16/05/1974      | FDP   | Brandt I et II            |
|                                                   | Werner Maihofer          | 16/05/1974      | 08/06/1978      | FDP   | Schmidt I et II           |
|                                                   | Gerhart Baum             | 08/06/1978      | 17/09/1982      | FDP   | Schmidt II et III         |
|                                                   | Jürgen Schmude (intérim) | 17/09/1982      | 01/10/1982      | SPD   | Schmidt III               |
|                                                   | Friedrich Zimmermann     | 04/10/1982      | 21/04/1989      | CSU   | Kohl I, II et III         |
|                                                   | Wolfgang Schäuble        | 21/04/1989      | 26/11/1991      | CDU   | Kohl III et IV            |
|                                                   | Rudolf Seiters           | 26/11/1991      | 07/07/1993      | CDU   | Kohl IV                   |
|                                                   | Manfred Kanther          | 07/07/1993      | 26/10/1998      | CDU   | Kohl IV et V              |
|                                                   | Otto Schily              | 27/10/1998      | 22/11/2005      | SPD   | Schröder I et II          |
|                                                   | Wolfgang Schäuble        | 22/11/2005      | 27/10/2009      | CDU   | Merkel I                  |
|                                                   | Thomas de Maizière       | 28/10/2009      | 03/03/2011      | CDU   | Merkel II                 |
|                                                   | Hans-Peter Friedrich     | 03/03/2011      | 17/12/2013      | CSU   | Merkel II                 |
|                                                   | Thomas de Maizière       | 17/12/2013      | 14/03/2018      | CDU   | Merkel III                |
|                                                   | Horst Seehofer           | 14/03/2018      | 8/12/2021       | CSU   | Merkel IV                 |
|                                                   | Nancy Faeser             | 8/12/2021       | 06/05/2025      | SPD   | Scholz                    |
|                                                   | Alexander Dobrindt       | 06/05/2025      | En fonction     | CSU   | Merz                      |
| Titre du portefeuille : - Depuis 2025 : Intérieur |                          |                 |                 |       |                           |